# Quintana Roo (Bundesstaat)
Quintana Roo [kinˈtana ˈro], offiziell Freier und Souveräner Staat Quintana Roo (spanisch Estado Libre y Soberano de Quintana Roo) ist ein Bundesstaat Mexikos mit 1.857.985 Einwohnern (2020). Quintana Roo hat eine Fläche von 44.705 km² und wurde, gemeinsam mit Baja California Sur, als vorerst letzter Bundesstaat Mexikos am 8. Oktober 1974 aus dem gleichnamigen Territorium Quintana Roo gegründet. Benannt wurde der Staat nach Andrés Quintana Roo, einem Freiheitsdichter.
Hauptstadt ist das ganz im Süden des Landes an der Grenze zu Belize liegende Chetumal. Die größte und bekannteste Stadt hingegen ist Cancún im äußersten Nordosten.

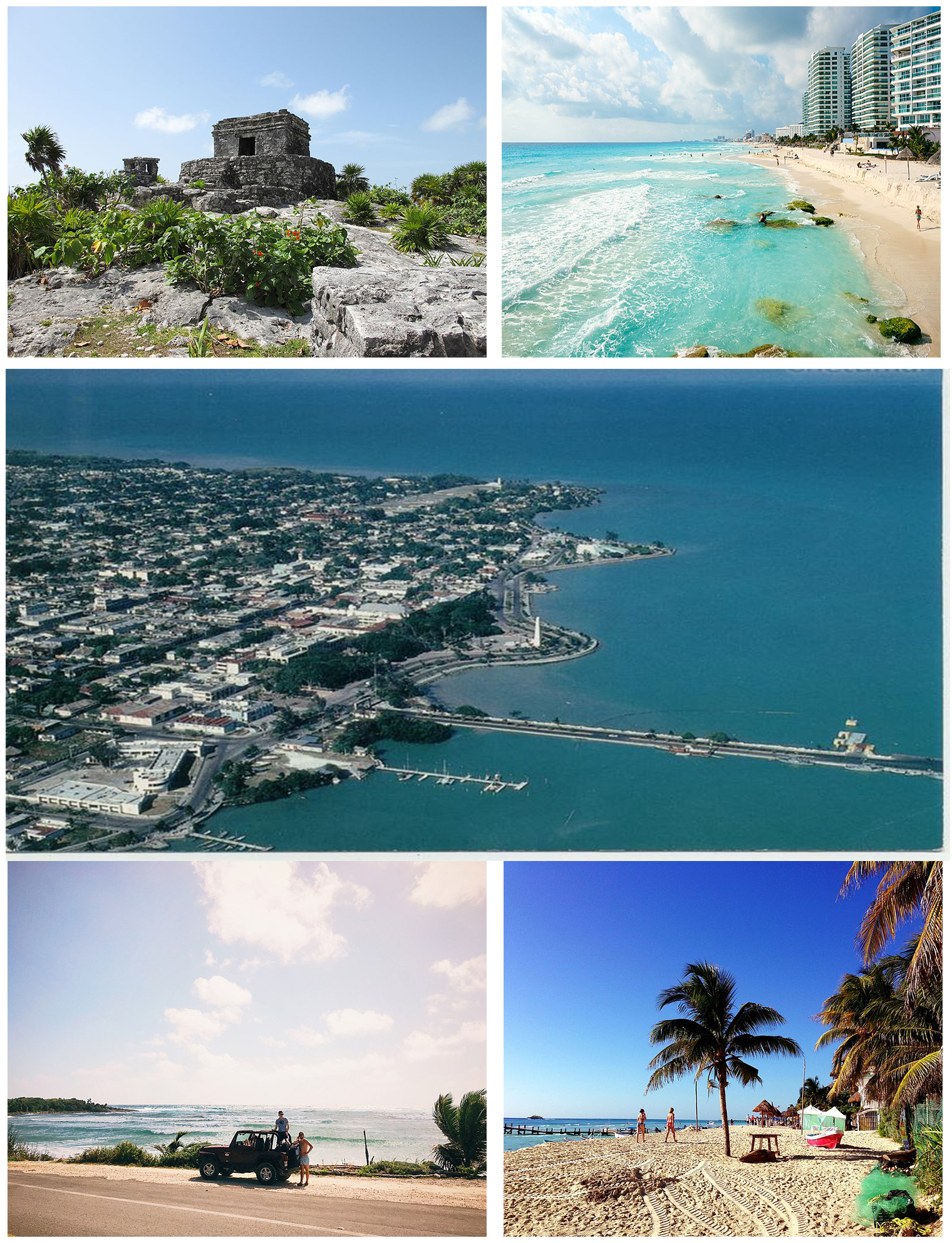
Quintana Roo collage

## Geografie
Quintana Roo liegt langgestreckt an der Karibikküste auf der Halbinsel Yucatán. Im Süden grenzt es an Belize, im Westen an die Bundesstaaten Yucatán und Campeche. Geologisch wird Quintana Roo von Kalkstein dominiert. Mehr als tausend Cenotes, sowie 411 Unterwasserhöhlensysteme mit einer Länge von 1697,5 Kilometern sind dokumentiert, darunter die zwei weltweit längsten Sistema Sac Actun und Sistema Ox Bel Ha. Das verkarstete Land ist flach und größtenteils mit Regenwäldern bedeckt, deren Dichte nach Süden hin zunimmt. Vorherrschende Bodentypen sind Leptosol und Phaeozem.
Bis zur Gründung Cancúns in den 1970er Jahren war Quintana Roo der bevölkerungsärmste Bundesstaat Mexikos, heute ist er derjenige mit der höchsten Einwohnerzuwachsrate. Von 1984 (304.000) bis 2005 (1.135.000) hat sich die Einwohnerzahl fast vervierfacht. 60 % der Einwohner lebten im Jahr 2005 allein in den beiden großen Tourismuszentren Cancún und Playa del Carmen.

### Größte Städte
| Stadt                  | Einwohner 2000 (Volkszählung) | Einwohner 2005 (Volkszählung) | Einwohner 2010 (Volkszählung) | Einwohner 2020 (Volkszählung) |
| ---------------------- | ----------------------------- | ----------------------------- | ----------------------------- | ----------------------------- |
| Cancún                 | 397.191                       | 526.701                       | 628.306                       | 888.797                       |
| Playa del Carmen       | 43.613                        | 154.197                       | 149.923                       | 304.942                       |
| Chetumal               | 121.602                       | 136.825                       | 151.243                       | 169.028                       |
| Cozumel                | 59.225                        | 73.193                        | 77.236                        | 84.519                        |
| Tulum                  | 6.733                         | 14.790                        | 18.233                        | 33.374                        |
| Felipe Carrillo Puerto | 18.545                        | 23.109                        | 25.744                        | 30.754                        |
| Puerto Aventuras       | 472                           | 1.629                         | 5.979                         | 22.878                        |
| Alfredo V. Bonfil      | 8.148                         | 13.822                        | 14.900                        | 19.789                        |
| Puerto Morelos         | 892                           | 1.097                         | 9.188                         | 19.205                        |
| José María Morelos     | 9.446                         | 10.424                        | 11.750                        | 13.332                        |
| Isla Mujeres           | 10.024                        | 12.491                        | 12.642                        | 13.174                        |
| Bacalar                | 9.239                         | 9.833                         | 11.048                        | 12.527                        |

### Politische Gliederung
Der mexikanische Bundesstaat Quintana Roo ist in 11 Verwaltungsbezirke (Municipios) unterteilt. Die Verwaltungsbezirke werden aus 2.207 Ortschaften (span. Localidades) (davon 28 urbane = städtische) gebildet. Zu den ländlichen Gemeinden (Pueblos) zählen ebenso Farmen (Ranchos, Haziendas) und andere alleinstehende Gebäude (Mühlen, Poststationen, Tankstellen usw.). Die Zahl der Ortschaften ist in den letzten Jahren variabel (2000: 2.167; 2010: 1.993).
| Schlüs- sel               | Municipio                 | Verwaltungssitz (Cabecera Municipal) | Fläche [km²] | Einwohnerzahl | Einwohnerzahl | Einwohnerzahl | Bevöl- kerungs- dichte [Ew. pro km²] | Anzahl der Orte (Localidades) |
| Schlüs- sel               | Municipio                 | Verwaltungssitz (Cabecera Municipal) | Fläche [km²] | 2000          | 2010          | 2020          | Bevöl- kerungs- dichte [Ew. pro km²] | Anzahl der Orte (Localidades) |
| ------------------------- | ------------------------- | ------------------------------------ | ------------ | ------------- | ------------- | ------------- | ------------------------------------ | ----------------------------- |
| 001                       | Cozumel                   | Cozumel                              | 488,00       | 60.091        | 79.535        | 88.626        | 181,6                                | 144                           |
| 002                       | Felipe Carrillo Puerto    | Felipe Carrillo Puerto               | 12.938,33    | 60.365        | 75.026        | 83.990        | 6,5                                  | 178                           |
| 003                       | Isla Mujeres              | Isla Mujeres                         | 862,55       | 11.313        | 16.203        | 22.686        | 26,3                                 | 111                           |
| 004                       | Othón P. Blanco           | Chetumal                             | 9.909,81     | 208.164       | 244.553       | 233.648       | 23,6                                 | 645                           |
| 005                       | Benito Juárez             | Cancún                               | 930,68       | 419.815       | 661.176       | 911.503       | 979,4                                | 160                           |
| 006                       | José María Morelos        | José María Morelos                   | 4.850,00     | 31.052        | 36.179        | 39.165        | 8,1                                  | 110                           |
| 007                       | Lázaro Cárdenas           | Kantunilkín                          | 3.593,33     | 20.411        | 25.333        | 29.171        | 8,1                                  | 104                           |
| 008                       | Solidaridad               | Playa del Carmen                     | 2.014,95     | 63.752        | 159.310       | 333.800       | 165,7                                | 136                           |
| 009                       | Tulum                     | Tulum                                | 2.018,61     | –             | 28.263        | 46.721        | 23,1                                 | 177                           |
| 010                       | Bacalar                   | Bacalar                              | 6.058,50     | –             | –             | 41.754        | 6,9                                  | 201                           |
| 011                       | Puerto Morelos            | Puerto Morelos                       | 1.040,49     | –             | –             | 26.921        | 25,9                                 | 241                           |
| 23 Estado de Quintana Roó | 23 Estado de Quintana Roó | Chetumal                             | 0044.705,24  | 00874.963     | 001.325.578   | 001.857.985   | 41,6                                 | 2.207                         |

## Bevölkerung
| Jahr | Einwohnerzahl |
| ---- | ------------- |
| 1990 | 493.277       |
| 1995 | 703.536       |
| 2000 | 874.963       |
| 2005 | 1.135.309     |
| 2010 | 1.325.578     |
| 2014 | 1.501.562     |
| 2020 | 1.857.985     |

## Geschichte
Quintana Roo war bis 1902 ein Teil des Bundesstaates Yucatán und teilt dessen Geschichte. Die indigene Bevölkerung wird von Mayas gebildet. Die Mayas besiedelten Yucatán mindestens seit dem ersten Jahrhundert n. Chr., später kam es zur Ausprägung der Maya-Hochkulturen mit bedeutenden Stadtstaaten auch auf Yucatán. Spanien eroberte das Gebiet im 16. Jahrhundert, im 19. Jahrhundert wurde die Halbinsel Teil des von Spanien unabhängigen Bundesstaates Mexiko. Die Maya-Bevölkerung versuchte im Kastenkrieg von 1847 bis 1901 ihre Unabhängigkeit von Mexiko zu erreichen, der Aufstand wurde jedoch von mexikanischen Truppen niedergeworfen. Zentrum des Widerstandskampfes war die Stadt Chan Santa Cruz, heute Felipe Carrillo Puerto. Nach der Eroberung von Chan Santa Cruz durch Mexiko 1901 wurde das Gebiet unter dem Namen Quintana Roo 1902 aus dem Bundesstaat Yucatán ausgegliedert und militärisch verwaltet. Dennoch schwelte der Konflikt im Gebiet von Quintana Roo weiter bis 1935. Seit dem 8. Oktober 1974 ist Quintana Roo ein eigener Staat.

## Sehenswürdigkeiten
Die bekanntesten Sehenswürdigkeiten sind die Mayaruinen von Tulum und Cobá. Darüber hinaus gibt es Maya-Stätten unter anderem in El Meco, Cancún, Xcaret, Xel Há und Muyil. Sehenswert sind die Cenotes, in denen man zum Teil auch baden kann, ebenso wie die Lagunen von Akumal und Bacalar.
Südlich von Tulum liegt das Biosphärenreservat Sian Ka'an an der Karibikküste, das 1987 von der UNESCO zum Weltnaturerbe erklärt wurde. Auf einer Fläche von 5.280 km² finden sich unterschiedlichste Habitate mit einer reichen Tier- und Pflanzenwelt. Das Schutzgebiet erstreckt sich über Festland, Süß- und Salzwasserlagunen sowie Küsten- und Meeresflächen, einschließlich des vorgelagerten Riffs.

## Tourismus

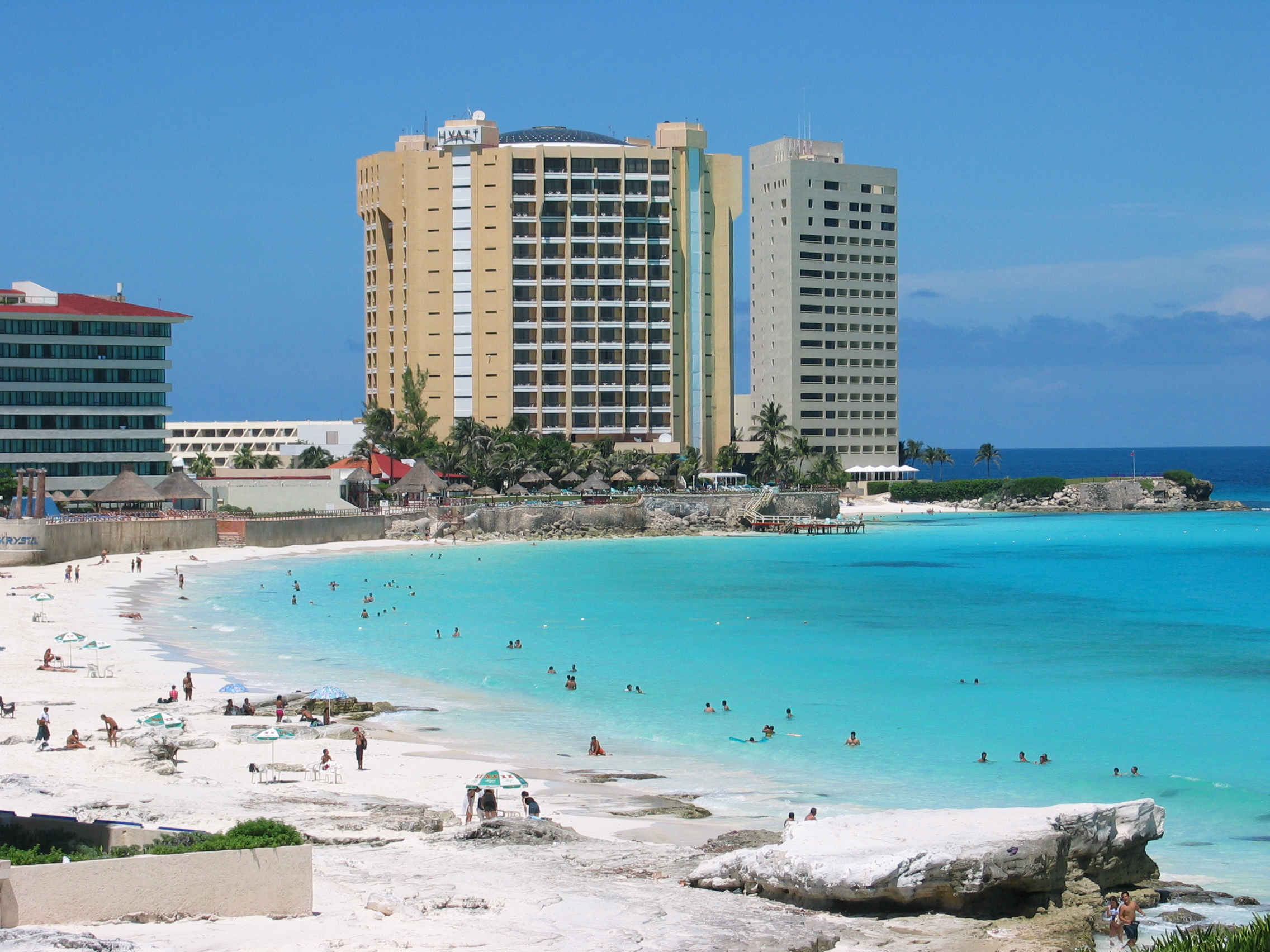
Cancún

Dank seiner Lage an der Karibikküste ist der Tourismus sehr bedeutend, die Gegend wird als Riviera Maya vermarktet und bietet gute Voraussetzungen für einen Strandurlaub und für Schnorcheln. Neben älteren Tourismuszentren wie der Insel Cozumel sind heutzutage vor allem Cancún, Playa del Carmen und die Isla Mujeres bedeutsam. Außerdem sind über Mexiko hinaus die Wasser-Vergnügungsparks Xel-Há und Xcaret bekannt.